# Frognerpark
Het Frognerpark (Noors: Frognerparken) is een stadspark in de wijk Frogner in Oslo, Noorwegen. Het park maakt deel uit van het landgoed Frogner Hovedgård, dat historisch gezien kleiner én groter was. Het werd in de 18e eeuw aangelegd en in de 19e eeuw veranderd in een romantisch park. Tevens werden er in de 19e eeuw grote delen verkocht om ruimte te maken voor stadsuitbreiding. In 1896 kocht de gemeente Kristiania (zoals Oslo destijds heette) het landgoed op en maakte er vervolgens een openbaar park van.
Naast het landgoed en het Oslo Museum is er ook een zogenaamd beeldenpark te vinden. Deze installatie, die bestaat uit sculpturen van de Noorse beeldhouwer Gustav Vigeland, wordt - voornamelijk door toeristen - het Vigelandpark genoemd. Dit is echter geen officiële naam. De installatie is immers geen apart park, maar is onderdeel van het Frognerpark. Het beeld Surprised van Vigeland is deels gebaseerd op Ruth Maier en is permanent tentoongesteld in het park.
Het Frognerpark is het grootste park in de stad en beslaat 45 hectare. De beeldeninstallatie is 's werelds grootste beeldenpark gemaakt door één kunstenaar. Het park is, mede door de sculpturen, veruit de populairste toeristische attractie in Noorwegen, met tussen de één à twee miljoen bezoekers per jaar. Zowel het park als de installatie zijn sinds 13 februari 2009 cultureel erfgoed. Daarmee is het Frognerpark het eerste park in Noorwegen dat deze bescherming kreeg.

## Galerij

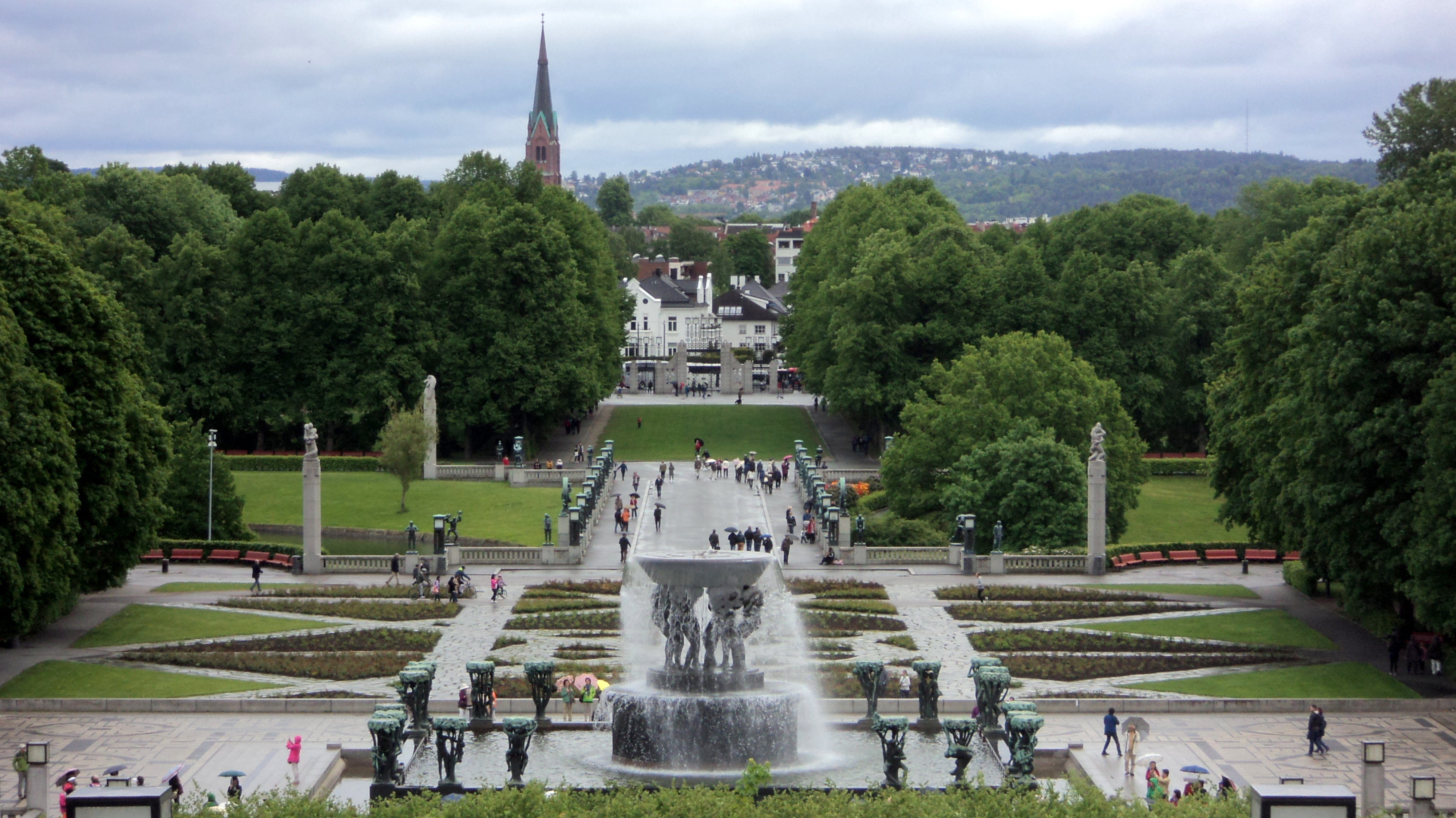
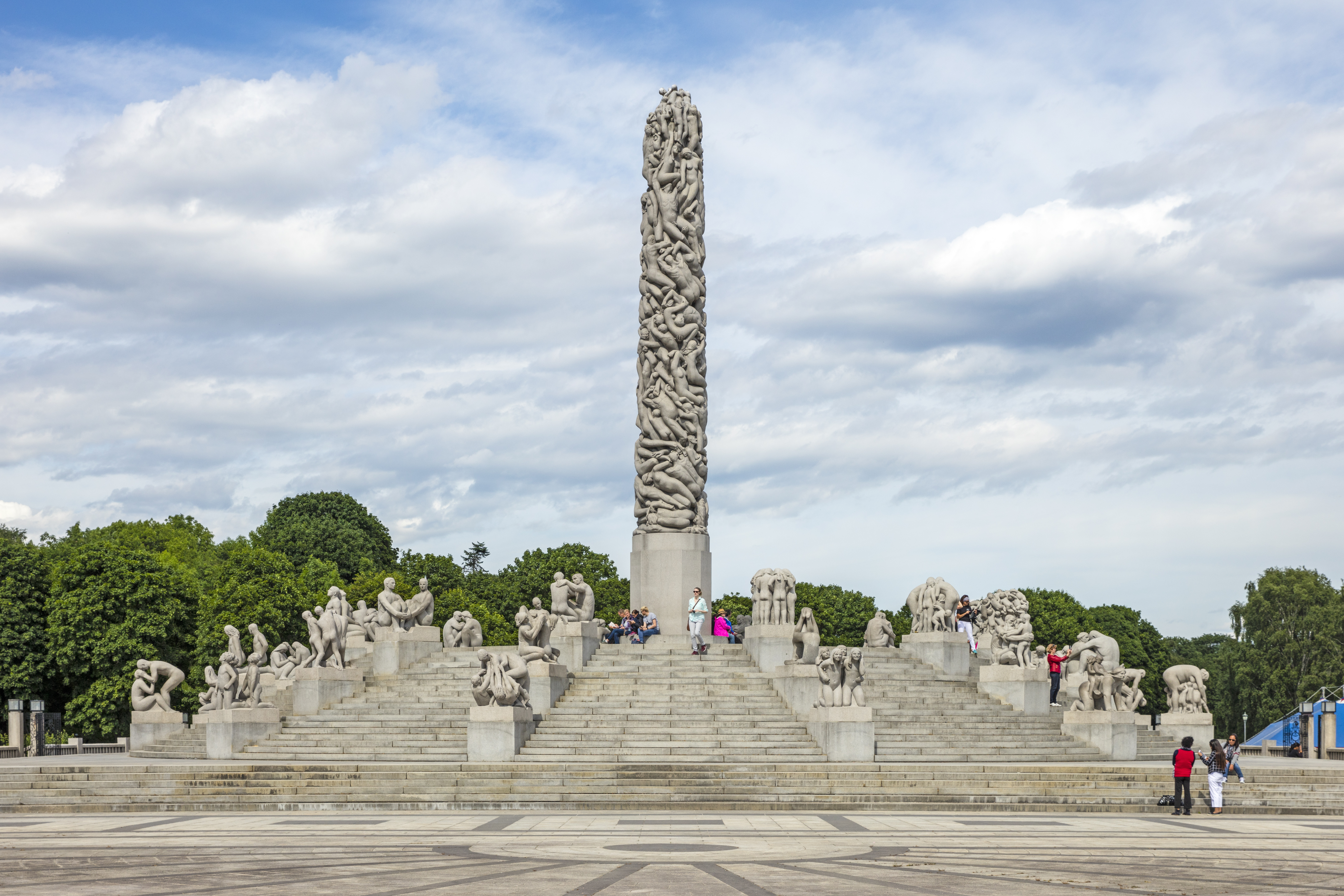
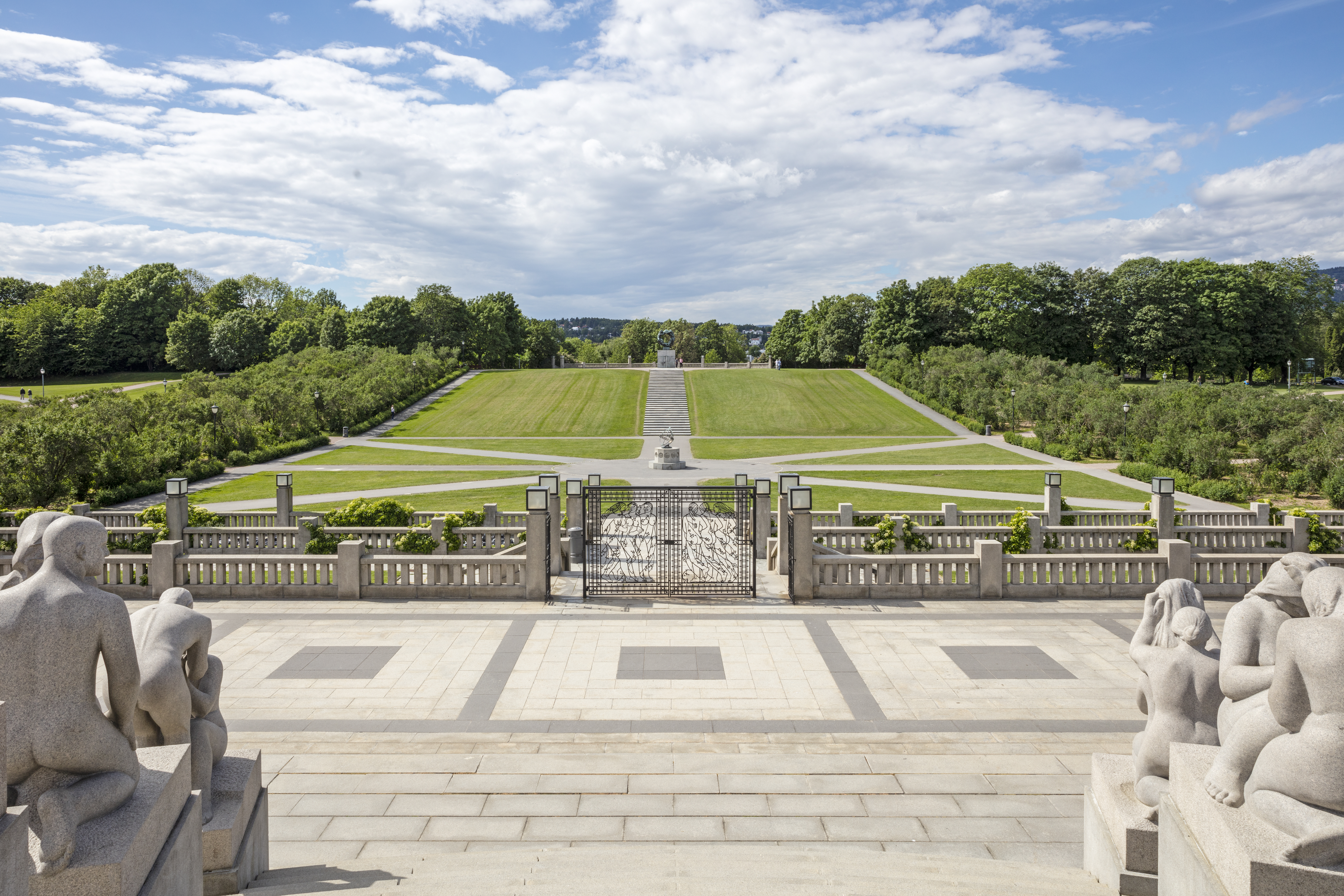
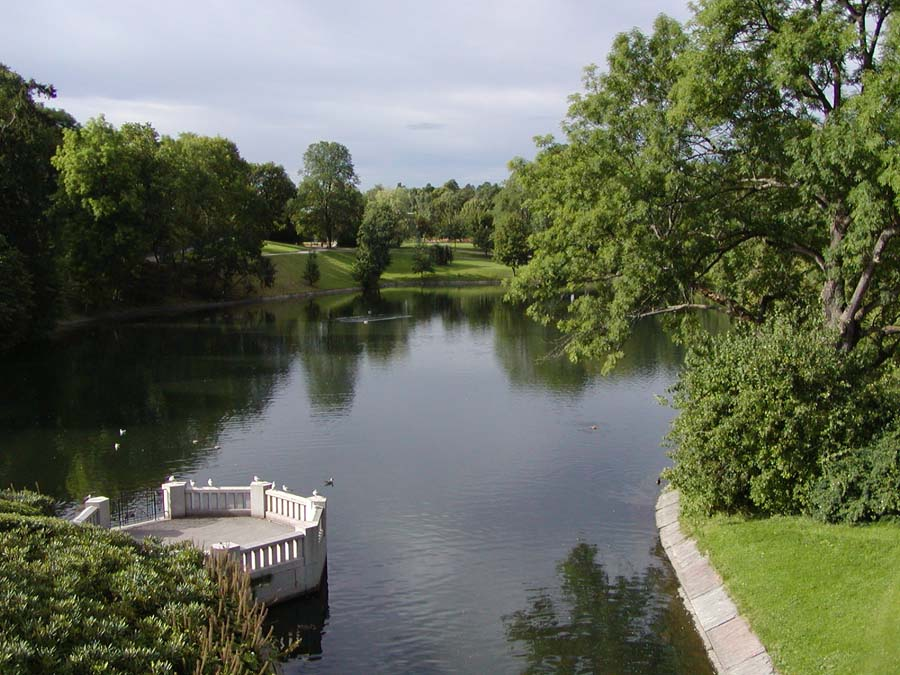